# 中國融保金融集團
中國融保金融集團有限公司，簡稱中國融保金融集團（英語：China Assurance Finance Group Limited，港交所：8090），在2001年由張凱南，以及彭文堅創立一家位於經營河北省，以及福建省廈門市擔保及財務顧問業務。
其主要品牌為「河北大盛行擔保有限公司」，以及「大盛行（廈門）擔保有限公司」，至於股份在2012年1月6日於香港交易所創業板上市，根據港交所網站資料，收盤價為0.445港元，較招股價（0.28港元）漲幅為58.929%，至於國際配售為385,000,000股，集資額為1.155億港元。

## 連結
- CAFGroup.hk（页面存档备份，存于）